# Jan Rajewski (chemik)
Jan Rajewski ps. „Magister” (ur. 8 marca 1915 w Bytomiu, zm. 28 grudnia 2007 w Szczecinie) – polski chemik, nauczyciel akademicki, uczestnik Powstania warszawskiego
Jan Rajewski ukończył studia chemiczne na Uniwersytecie Poznańskim w 1938 i w tym samym roku został zatrudniony jako asystent w Zakładzie Chemii Fizycznej, gdzie pracował do września 1939. W czasie II wojny światowej przebywał w Warszawie, prowadząc tajne laboratorium chemiczne. Walczył w Powstaniu Warszawskim jako strzelec w zgrupowaniu „Róg” Grupy Północ Armii Krajowej, a także w 104. kompanii Związku Syndykalistów Polskich.  
Po wojnie osiedlił się w Szczecinie. W latach 1946-1949 pracował jako kierownik techniczny w firmie „Technochem”, a następnie w Spółdzielni Pracy „Ultra”. W chwili powstania Pomorskiej Akademii Medycznej (1949) podjął pracę jako nauczyciel akademicki na stanowisku adiunkta w Katedrze Chemii Ogólnej i pracował tam do 1953, po czym przeniósł się do Katedry Chemii Nieorganicznej Szkoły Inżynierskiej w Szczecinie.      
W 1954 został zatrudniony w nowo otwartej Wyższej Szkoły Rolniczej w Szczecinie, gdzie był organizatorem i pierwszym kierownikiem Katedry Chemii Ogólnej (1954-1963), pracując na stanowisku zastępcy profesora. Dzięki jego zaangażowaniu i doświadczeniu udało się szybko zaadoptować sale ćwiczeń do zajęć dydaktycznych oraz laboratoria do celów naukowych w budynku przy ulicy Janosika 8. Powołany na seniora budowy gmachu przy ulicy Słowackiego 17, zorganizował docelowe, funkcjonalne pomieszczenia dla Katedry.     
W 1960 otrzymał stopień naukowy doktora nauk rolniczych po obronie dysertacji Badania nad własnościami emulgującymi cholesterolu i lecytyny w mieszaninach olejowo-wodnych (promotor: prof. dr Henryk Niewiadomski). Jan Rajewski dużo czasu poświęcał pracy dydaktycznej, doskonalił programy, pisał przewodniki i skrypty. Pracował na uczelni do chwili przejścia na emeryturę w 1980. Odznaczono go medalem „Zasłużony dla Akademii Rolniczej w Szczecinie”.    
Jan Rajewski został pochowany 4 stycznia 2008 na Cmentarzu Centralnym w Szczecinie (kw. 20F/7/2). Miał żonę Mariannę z Turowskich.

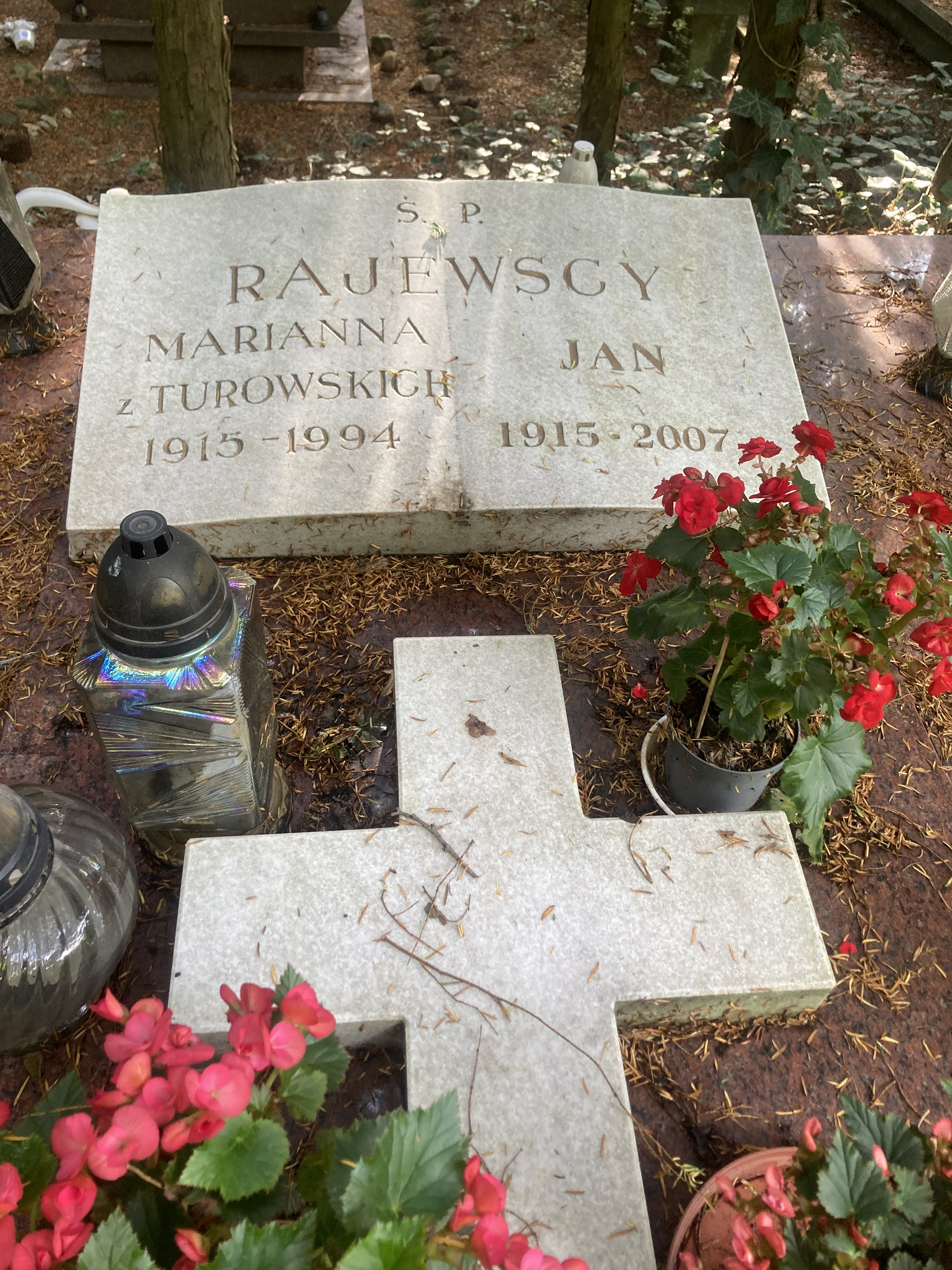
Grób Jana Rajewskiego i żony Marianny